# Pseudocellus cookei
Espèce
Synonymes
- Cryptocellus cookei Gertsch, 1977

Pseudocellus cookei est une espèce de ricinules de la famille des Ricinoididae.

## Distribution
Cette espèce est endémique du Petén au Guatemala. Elle se rencontre dans la grotte cueva Jobitzinaj.

## Description
Le mâle holotype mesure 5 mm.

## Étymologie
Cette espèce est nommée en l'honneur de John A. L. Cooke.

## Publication originale
- Gertsch, 1977 : On two ricinuleids from the Yucatan Peninsula (Arachnida: Ricinulei). Bulletin of the Association for Mexican Cave Studies, vol. 6, p. 133-138.